# 南仁湖育樂
南仁湖育樂股份有限公司（英語：NAN REN LAKE LEISURE AMUSEMENT CO., LTD.）是李清波於1989年成立的休閒服務公司。

## 歷史
- 1989年11月21日李清波成立南仁湖育樂股份有限公司。之後南仁湖以新臺幣1.2億元買下小墾丁牛仔渡假村土地，變更為休閒遊憩用地，渡假村於1994年開幕，為全國第一座合法經營度假村。
- 1999年取得西螺服務區經營權。
- 2000年子公司海景世界企業取得國立海洋生物博物館BOT案。
- 2003年取得清水服務區的經營權。
- 2005年取得關西服務區和泰安服務區的經營權。
- 2006年由子公司海景世界企業取得古坑服務區的經營權。
- 2008年取得浙江省服務區和河南省服務區的經營權。
- 2009年取得山東省服務區和福建省服務區的經營權。
- 2011年由子公司海景世界企業取得中壢服務區和湖口服務區的經營權。
- 2012年南仁湖探索體驗園區正式營運，2017年暫停營運[2]。
- 2014年取得義大醫院美食商場的經營權[3]。
- 2019年取得台中市海洋生態館營運管理權，將成立專案公司海珹股份有限公司負責[4]。
- 2020年創辦人李清波退休，三地集團入主本公司。
- 2020年12月三地集團和富邦集團簽約，富邦凹子底開發案中的海洋館將交由南仁湖企業經營[5][6]。
- 2021年11月3日平實轉運站BOT案由南仁湖獲選最優申請人，待後續議約和簽約[7]。

## 外部連結
- 官方網站 （页面存档备份，存于）